# اوژن آتژه
اوژن آتژه (به فرانسوی: Eugène Atget) عکاس اهل فرانسه بود.

## زندگی
این روایت که دوربین عکاسی‌‌‌‌‌ هیچ‌گاه دروغ نمی‌گوید، به خوبی می‌تواند ملهم از آتژه باشد، چراکه تصاویر وی تنها به رویدادهای واقعی می‌پردازند و هرگز در وادی تخیلات عکاسانه گم نمی‌شوند. خود آتژه برای سخن‌گفتن از عکس‌هایش، واژهٔ «سند» را به کار می‌برد. هنگامی که با مرکز اسناد فرانسه برای فروش عکس‌های خود مذاکره می‌کرد، به ندرت بیش از ۱۰۰ فرانک برای هر تصویر می‌خواست. بعدها یکی از دوستان سالخوردهٔ وی متذکر شد که «اوژن آتژه خود نمی‌دانست چه کسی است». با این همه، غالباً آلفرد استیگلیتز و اوژن آتژه به‌عنوان پدران عکاسی مستند نامیده می‌شوند. وی در ۱۹۲۷ در گذشت.

## سبک
گهگاه عکس‌هایی موافق نظر سورئالیست‌ها پدیدمی‌آورد. ۱۰٬۰۰۰ نگاتیو او را پس از مرگش برنیس ابوت نجات داد.
عکس‌های او ترکیبی است از مستندات سازی و حدیث نفس.

## تمرین عکاسی
آتژه در اواخر دهه ۱۸۸۰ عکاسی را آغاز کرد، در زمانی که عکاسی در زمینه‌های آماتوری و تجاری گسترش پیدا کرده بود. آتژه از محله‌ها و مناظر پاریس با یک دوربین بادبزن چوبی، با لنز مستطیل سریع عکس گرفت، ابزاری که در آن زمان برای عکاسی بکار گرفته می‌شد، او این ابزار عکاسی را در زمانی که دوربین‌های با فرمت بزرگ دستی و کارآمدتر در دسترس بودند، استفاده می‌کرد.

## آثار
در سال ۱۹۲۹، یازده عکس آتژه در نمایشگاه فیلم و عکس ورکبوند در اشتوتگارت به نمایش گذاشته شد. کتابخانه کنگره ایالات متحده حدود ۲۰ چاپ دارد که توسط ابوت در سال ۱۹۵۶ ساخته شده است.

## نگارخانه

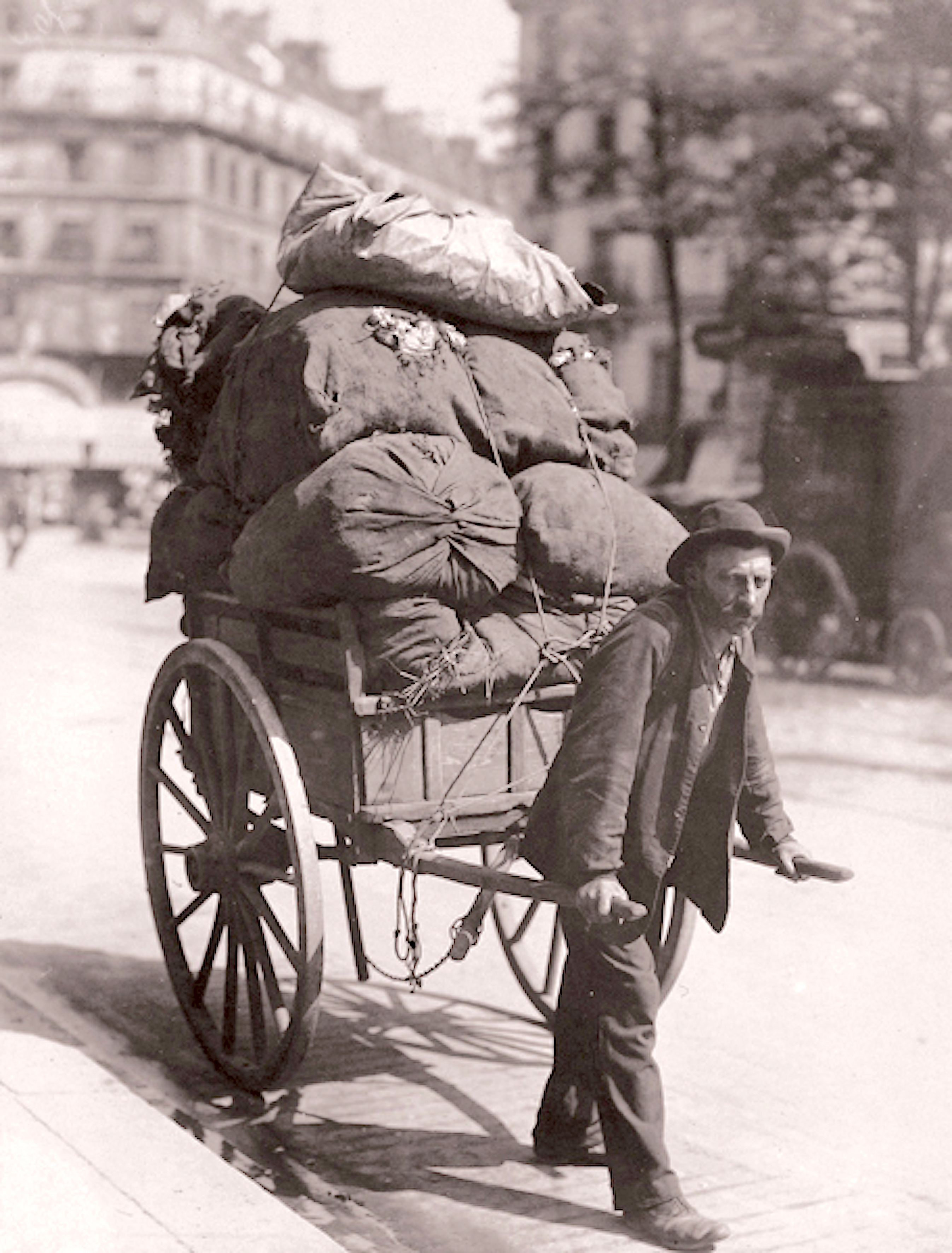
دوره‌گرد ژنده‌پوش، ۱۸۹۹
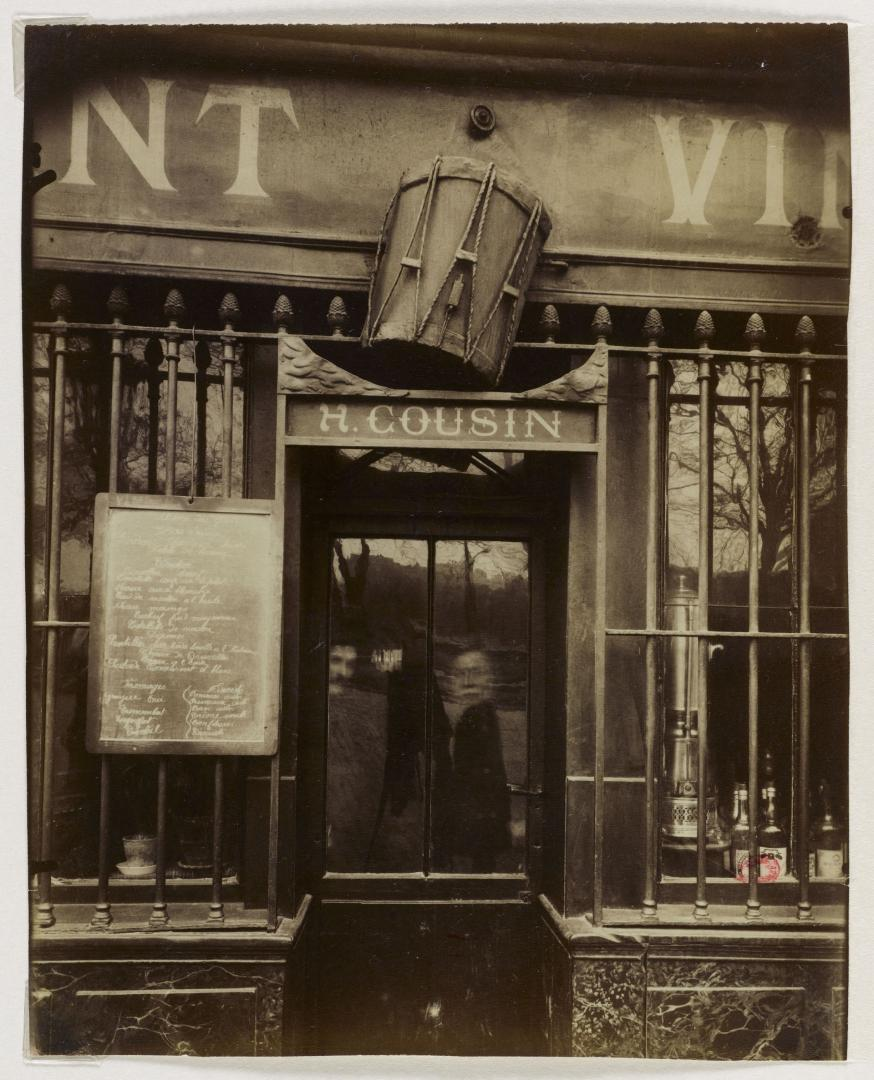
مغازه طبل، ۱۹۰۸
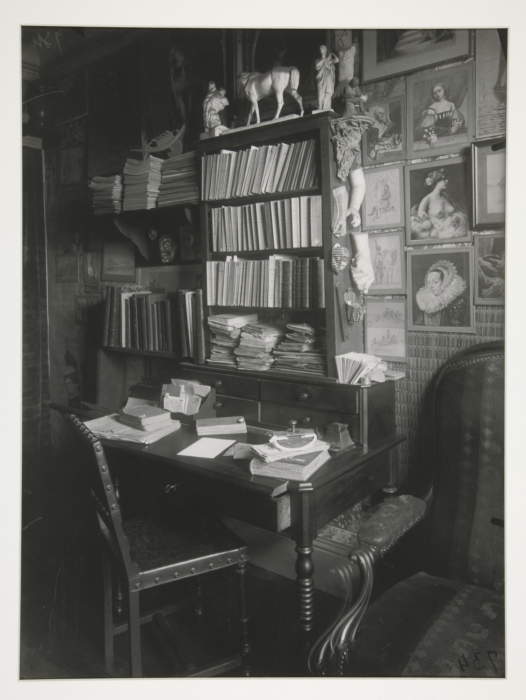
سالن اتگتس ۱۹۱۰
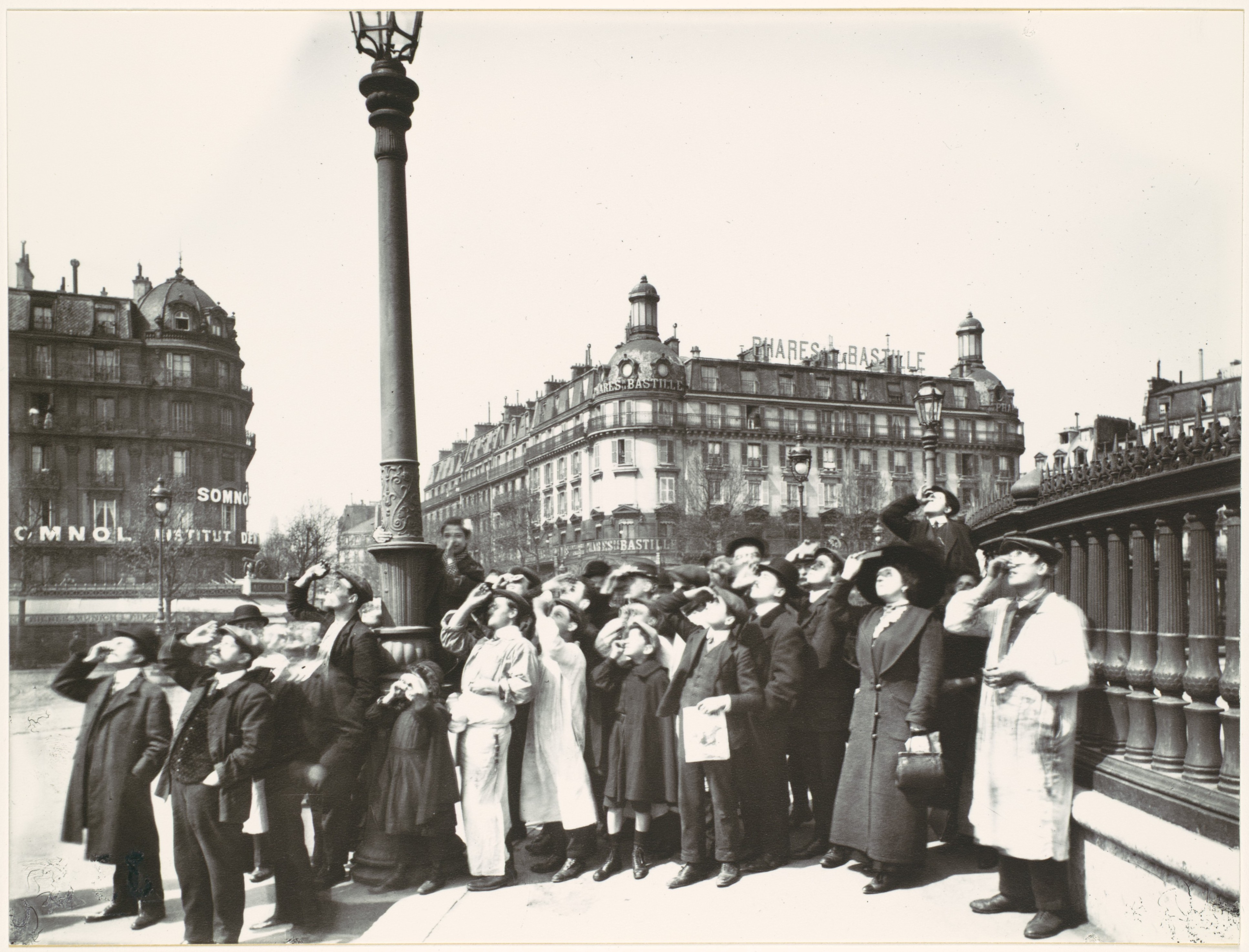
مردم در حال تماشای خورشید گرفتگی سال ۱۹۱۲
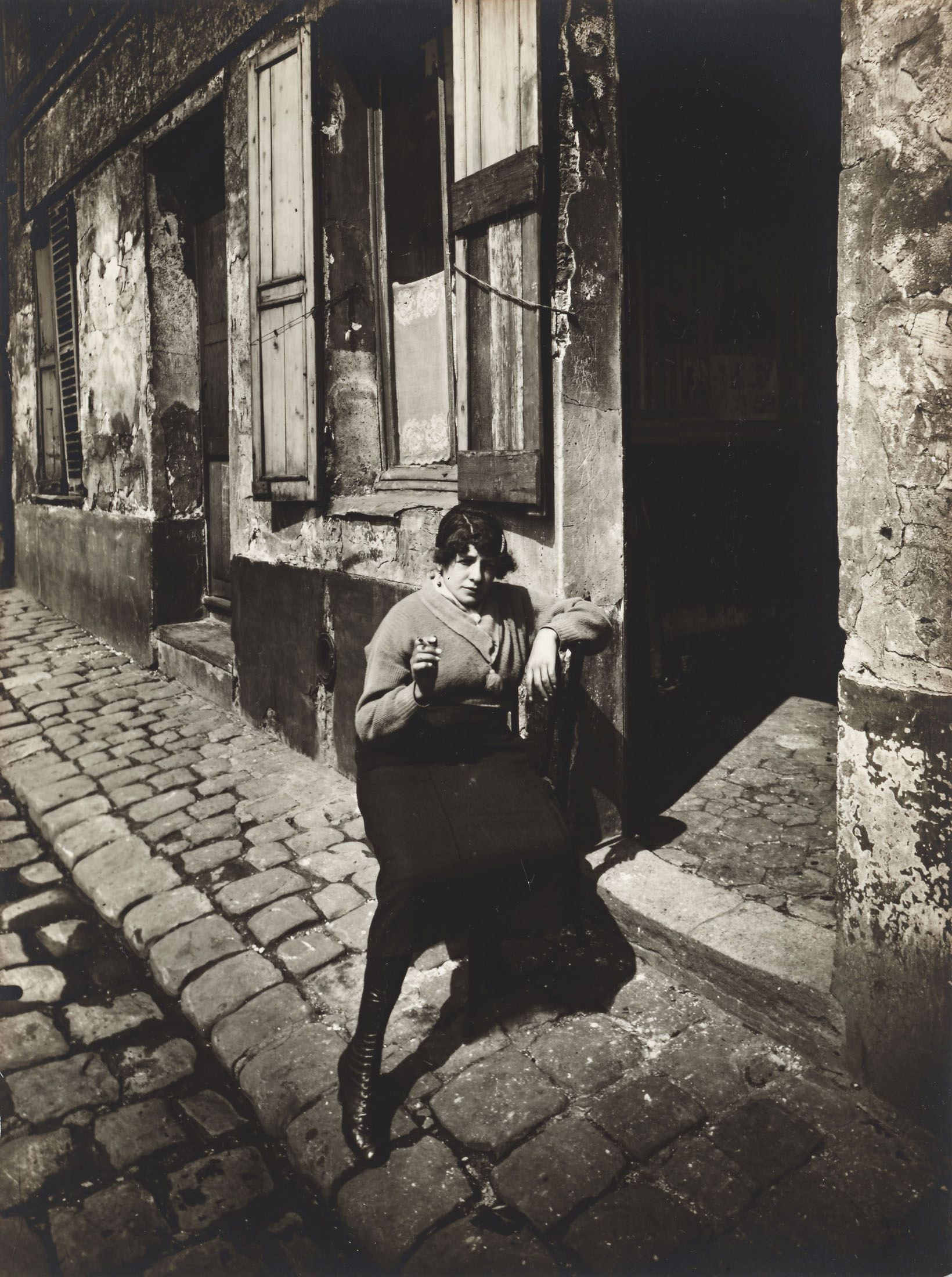
در حال انتظار در جلوی خانه‌ای
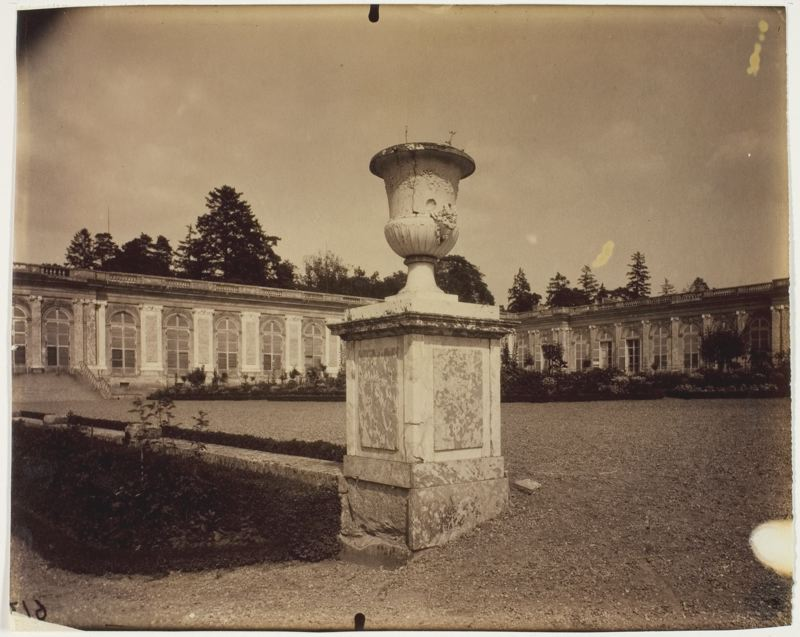
گراند تریانون، ورسای
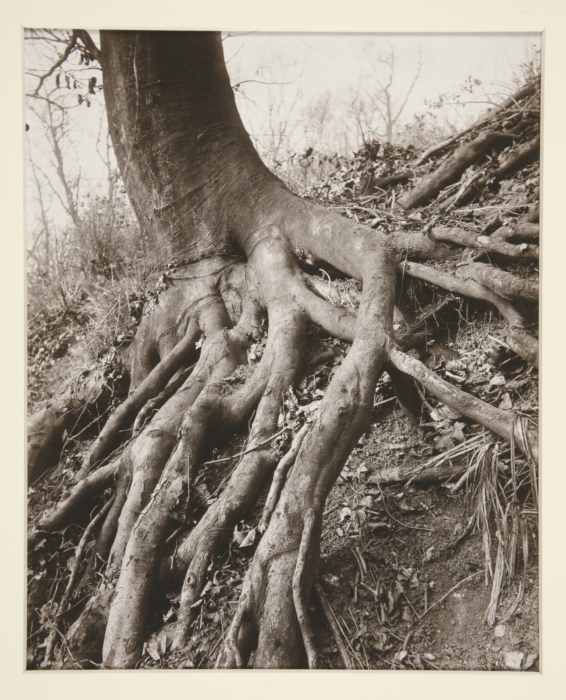
سنت کلود، ۱۹۲۴
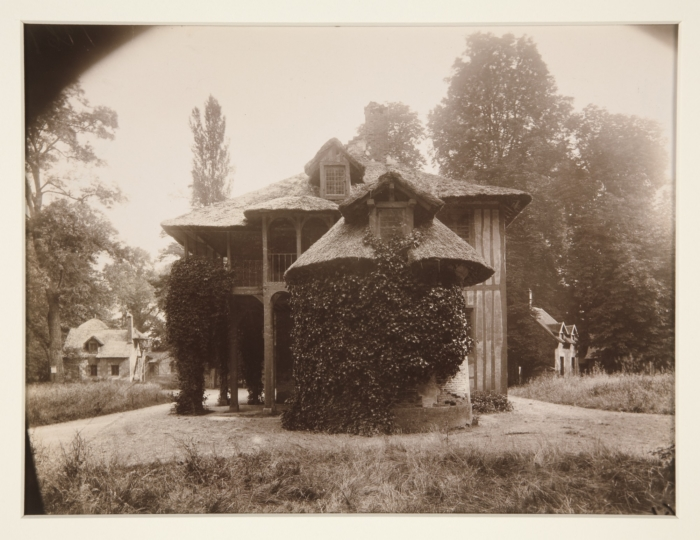
هملت ملکه، ورسای، ۱۹۲۶
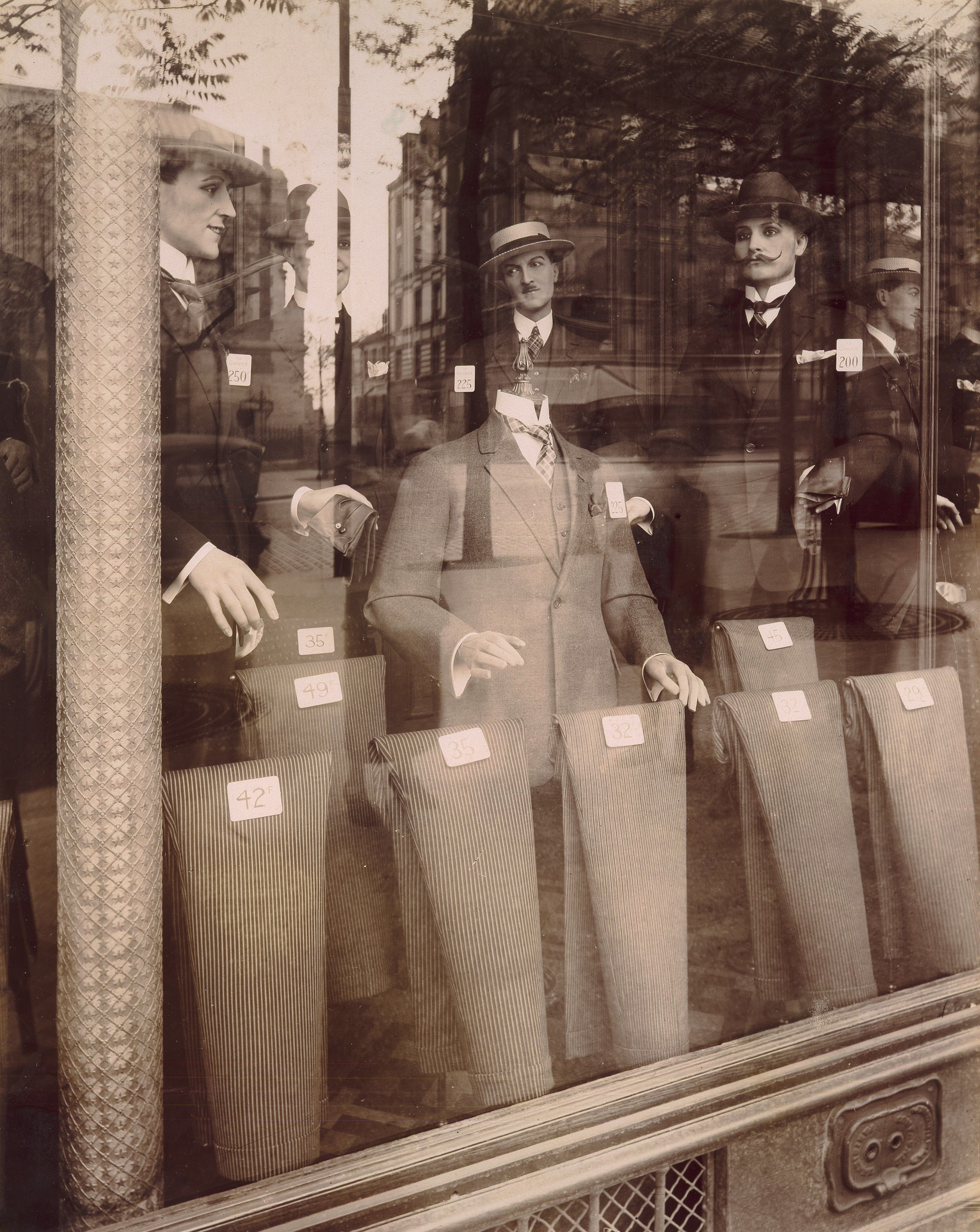
خیابان گوبلینز ۱۹۲۷
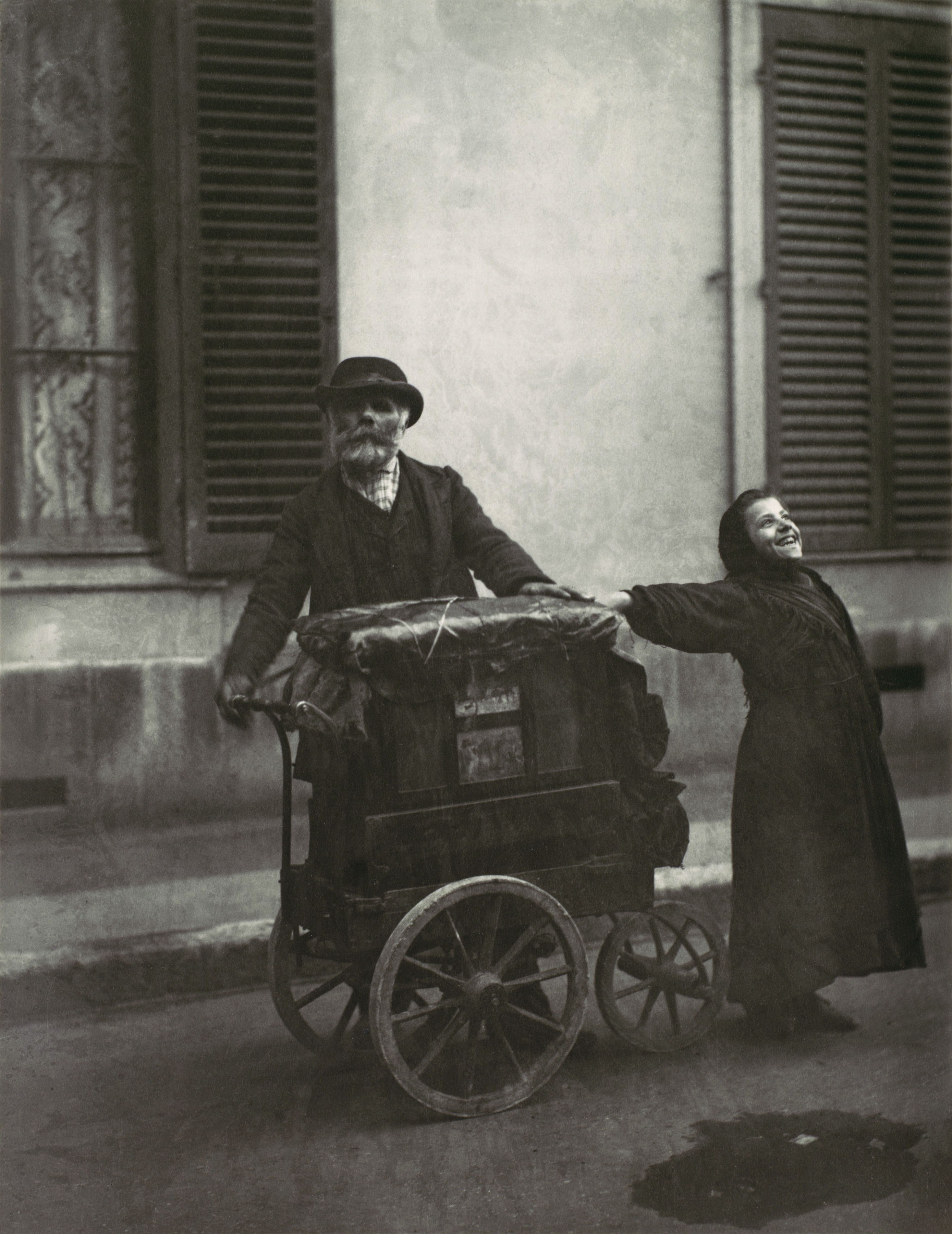
یوژن آتژه، نوازندگان خیابانی، ۱۸۹۸-۱۸۹۹